# Univerzita Songgjungwan
Univerzita Songgjungwan (korejsky 성균관대학교, Sŏnggjungwan tähakkjo) je soukromá univerzita v Jižní Koreji. Navazuje na historickou vzdělávací instituci Songgjungwan, kterou založil král Tchedžo v roce 1398, ale ve své moderní podobě byla založena až v roce 1895 a v plnohodnotnou univerzitu se změnila až v roce 1953. Humanitní a společenské vědy jsou vyučovány na kampusu přímo v Soulu, hlavním městě Jižní Korey, nedaleko Čchangdokkungu, a přírodní vědy jsou vyučovány na kampusu v Suwonu, hlavním městě provincie Kjonggi.
Patří k nejprestižnějším univerzitám Jižní Korey a výzkum a vývoj provádí ve spolupráci s nejvýznamnějšími jihokorejskými firmami, mj. Samsungem a Hyundai.
Má přibližně pětadvacet tisíc studentů a pět tisíc zaměstnanců.